# Günter Eich

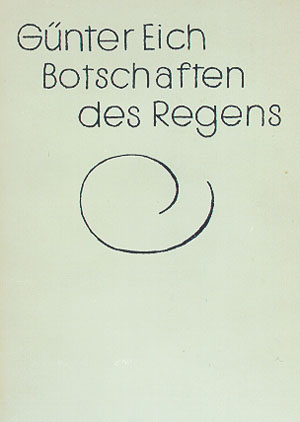
Eich, Günter. Botschaften des Regens. (1955)

Günter Eich (1. února 1907 Lebus – 20. prosince 1972 v Salcburk) byl německý spisovatel, autor rozhlasových her a básník. K jeho nejznámějším dílům patří poválečné básně Inventura a Latrína, rozhlasová hra Sny a sbírka krátkých prozaických útvar Krtci.

## Život
Günter Eich studoval sinologii, studia ale nikdy nedokončil (později se však věnoval překladům čínských básní). Roku 1929 vyšla jeho první sbírka Básně. Od roku 1931 patřil k okruhu literátů kolem časopisu Die Kolonne.
Od roku 1933 psal rozhlasové scénáře pro rozhlas, práci nepřerušil ani pro nástupu nacistického režimu, scénáře byl konformně – jak dokazuje nejnovější odborná literatura: členem NSDAP se stal 1. května 1933, ale své členství nikdy nepotvrdil čili bylo pozastaveno. Roku 1945 se dostal do amerického zajetí, kde se věnoval psaní básní. První poválečnou sbírkou byly Odlehlé dvorce (1948). Stal se členem Skupiny 47 – zde se seznámil s rakouskou spisovatelkou Ilse Aichingerovou, s níž se oženil a měl dvě děti.
Jeho rozhlasová hra Sny (1951) vyvolala mnoho posluchačských ohlasů, většina z posluchačů byla otřesena. Další rozhlasová hra Já a ta druhá (1953) byla oceněna renomovanou Cenou válečných slepců.
Eich zavedl a etabloval poetickou rozhlasovou hrou: Eich ukázal, jakou rozhlasová hra může mít působivost, zavedl nové způsoby vyprávění rozhlasové hry a nepodceňoval ani zvukovou stránku hry, ovšem rozvíjel pouze možnost tzv. literární rozhlasové hry. Eich byl v padesátých letech velmi produktivním autorem: jen v roce 1951 lze zaznamenat sedm premiér jeho rozhlasových scénářů (z toho dvě dramatizace). Jeho texty se záhy staly „měřítkem“ kvality: jednalo se o hry blízké magickému realismu, odehrávající se ve snových světech, psané básnickým, jinotajným jazykem a vyznačující se vybroušeností dramatické formy. Lze předpokládat, že autoři, kteří chtěli rovněž tvořit pro rozhlas, si Eichovy hry nastudovali a dle této „šablony“ se snažili uspět v redakcích rozhlasových her po celém Německu. Poté byla rozhlasové scéna Eichem tolik přesycena, že došlo k revoltě v podobě Knilliho návrhu na zavedení totální zvukové hry a dále hnutí Nová rozhlasová hra, kde mladí rozhlasoví tvůrci upozorňovali na možnosti využití zvukové stránky žánru.
V českém kontextu Eichovo dílo v rozhlase prosazoval a uvedl dramaturg Jaromír Ptáček, jeho rozhlasové hry přeložila Jitka Bodláková, jeho básně překládali Ludvík Kundera, Michaela Jacobsenová a Jonáš Hájek.

## Ocenění
- 1950 Cena Skupiny 47
- 1951 Literární cena Bavorské akademie krásných umění
- 1952 Rozhlasová cena válečných slepců
- 1955 Cena Karla Sczuky
- 1959 Schleußner-Schuellerova cena Hesenského rozhlasu
- 1959 Cena Georga Büchnera

## Dílo
(natočené či vydané v češtině)

### Básnická a prozaická tvorba
- Víceméně. Odeon, Praha 1987.
- Krtci a jiné básně. Paseka, Praha a Litomyšl, 2003.

### Rozhlasové hry

#### Rozhlasové hry realizované v češtině
- Děvčata z Viterba (Český rozhlas Brno, režie: Olga Zezulová, 1964)
- Sny (Český rozhlas Brno, režie: Olga Zezulová, 1969)
- Sny (Český rozhlas Vltava, režie: Petr Dufek, dramaturg: Jaromír Ptáček, programová řada Ars Acustica, 1992)
- Sabeth (Český rozhlas Vltava, režie: Josef Henke, dramaturgie: Jaromír Ptáček, 1993)

#### Knižně
- Sny. Dilia, Praha 1964,
- Děvčata z Viterba – Sabeth. Dilia, Praha 1965.[1]